# オート・メラーラ
オート・メラーラ（Oto Melara）は、かつてブレーシャとラ・スペツィアに本拠を置いていたイタリアの防衛関連企業である。

## 歴史
1905年に武器製造会社ヴィッカース・テルニ (Vickers Terni) として設立され、第一次世界大戦でとりわけ40mmおよび大口径火器の製造を行った。
1929年にオデーロ・テルニ・オルランド (ODERO TERNI ORLANDO) に改称、その後 OTO と縮められ、この名称で第二次世界大戦中は戦艦用の大口径艦載砲を製造した。
1953年、創立時の場所であるラ・スペーツィアの地区の名前にちなんでオート・メラーラ (Oto Melara) を最終的な正式名称に採用した。
イタリアのNATO加盟当初では、社の製品はトラクターや織機などの民間用に移行していたが、その後、1985年にコンソルティオ・イヴェコ・フィアットに加わって、ようやく兵器の製造を再開することが可能となった。アリエテ MBT、チェンタウロ ACV、ダルド IFV、プーマ APCなどの設計と製造に貢献した。
1992年にEFIM グループが整理されることになった際、レオナルド社の管理下に入って合理化のプロセスの結果、オート・メラーラはブレーダ (Breda) 社と合併してオート・ブレーダ (OTO Breda) 社となった。しかし、その後の再編で2001年12月1日にオート・ブレーダはオート・メラーラ (Oto Melara S.p.A.) の名に戻った。
2016年1月1日にフィンメッカニカ社は組織改編を発表、オート・メラーラ社は同社の防衛部門として吸収された。
戦時から社の2つの大きな成功作はNATO軍で使用中の105/14 山岳用榴弾砲および全世界で53級の艦艇が採用し1,000基以上搭載されている62口径76mm艦載砲がある。

## 製品
現在、社はレオナルドの管理下で「フィアット イヴェコ オート・メラーラ」連合体の一員として以下の製品がある。
- アリエテ - MBT(主力戦車)
- ダルド - 歩兵戦闘車
- チェンタウロ - 戦闘偵察車
- プーマ 6x6/4x4 - 装甲車
- スカイガード "アスピデ" - 地対空ミサイルシステム
- Mod56 105mm榴弾砲 - 榴弾砲
- SIDAM 25 - 対空砲
- 62口径76mm砲 - 艦載砲
- オトマティック - 自走式対空砲
- 54/64口径127mm砲 - 艦載砲
- 40mm、30mm、25mm、12.7mm 小口径艦載機関砲
- 120mm、105mm 対戦車砲塔
- 中型、軽車両用 60mm、30mm、25mm 砲塔
- 12.7mm、7.62mm 軽車両用自動砲塔
- ヒットロール - RWS
- ヒットフィスト - RWS

### ライセンス生産
この連合体では他にイタリア陸軍向けに70輌のPzH 2000をライセンス生産した。さらに以下の兵器もライセンス生産している。
- M61 A1 バルカン - AMX他に搭載のガトリング砲
- マウザー BK-27 - トーネード IDS及びユーロファイター タイフーンに搭載の27mmリヴォルヴァーカノン
- PzH 2000 - 155mm自走榴弾砲